# Горизонт (фильм, 1932)
«Горизонт» — советская чёрно-белая драма 1932 года режиссёра Льва Кулешова. Премьера фильма состоялась 30 января 1933 г.

## Сюжет
Еврейский паренёк Лёва Горизонт эмигрирует в Америку. В качестве солдата армии США в 1919 году он попадает в Россию и переходит на сторону красноармейцев.

## В ролях
- Николай Баталов — Лёва Горизонт
- Елена Кузьмина — Рози
- Михаил Доронин — дядя Лёвы Горизонта
- Михаил Доллер — Смит
- Дмитрий Кара-Дмитриев — часовщик
- Порфирий Подобед — Ден
- Иван Бобров — надсмотрщик
- Андрей Горчилин — Моня
- Сергей Комаров — унтер / американский полицейский / поп
- Пётр Галаджев — раввин / солдат
- Дмитрий Зольц — Кларк
- Д. Дмитриади — Джузеппе
- Константин Хохлов — фабрикант
- Николай Акимов — партизан
- Николай Гладков — шкет
- Леонид Любашевский — контрабандист

## Съёмочная группа
- Режиссёр-постановщик — Лев Кулешов
- Авторы сценария — Лев Кулешов, Георгий Мунблит, Виктор Шкловский
- Оператор-постановщик — Константин Кузнецов
- Композитор — Давид Блок
- Художники — Сергей Козловский, Д. Черекс, П. Портонэ
- Монтаж — Ксения Блинова, К. Скоморвская
- Звукорежиссёр — Леонид Оболенский